# Lijst van geitenrassen
Van de geit zijn er wereldwijd ongeveer 200 verschillende rassen bekend.

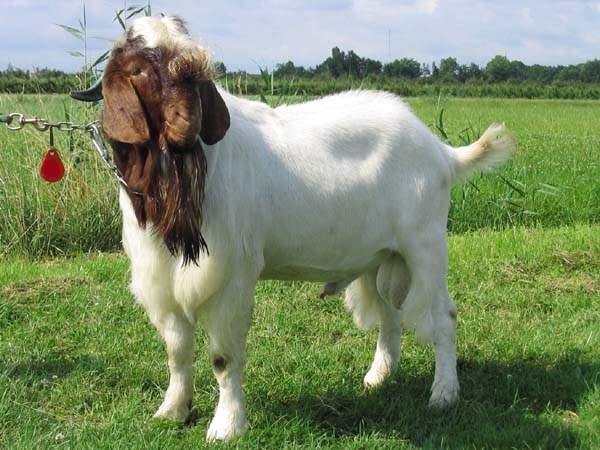
Boergeit

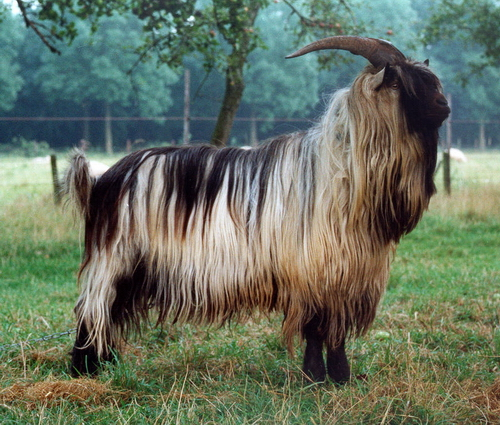
Nederlandse landgeit

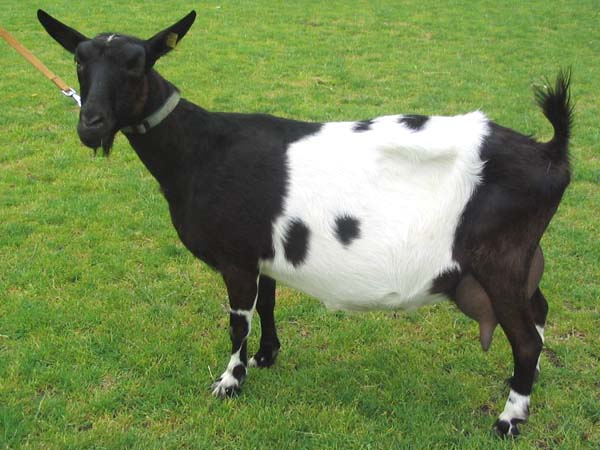
Nederlandse bonte geit

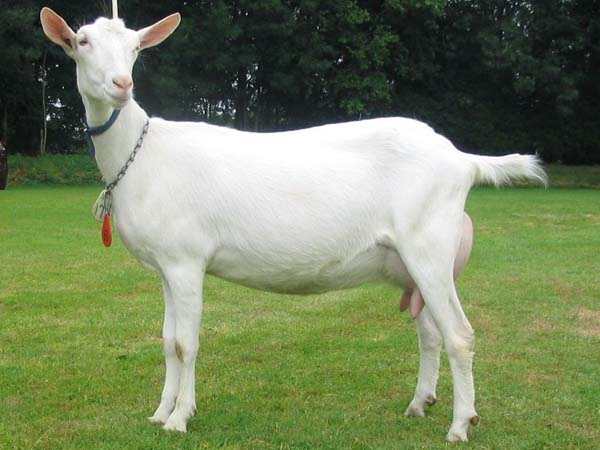
Nederlandse witte geit

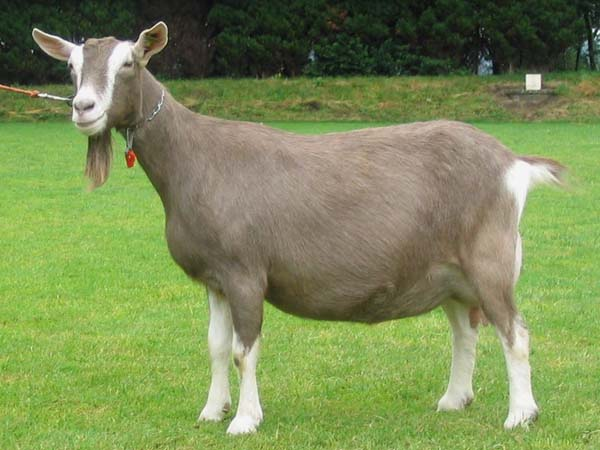
Nederlandse toggenburger

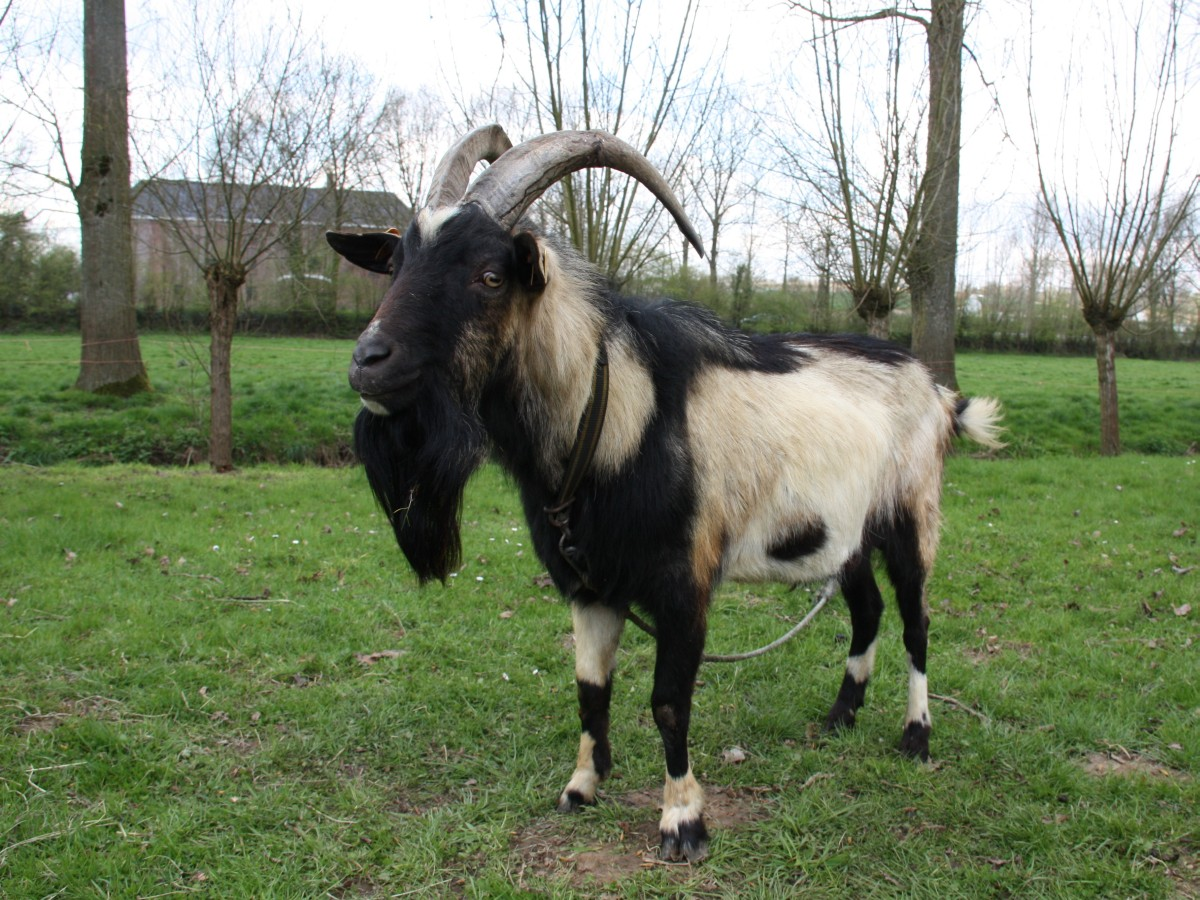
Vlaamse geit

## A
- Alpine geit
- Anatolische zwarte geit
- Angorageit
- Anglo Nubische geit
- Appenzeller geit
- Arapawa

## B
- Bagot
- Baladi
- Barbari
- Beetal
- Belgische hertegeit
- Bionda dell'Adamello
- Blanca celtaberica
- Boergeit
- Bonte Duitse edelgeit
- Britse alpine
- Britse landgeit

## C
- Capra grigia
- Chamois
- Changtangi

## D
- Damascusgeit
- Dreznica geit
- Dwerggeit of West-Afrikaanse dwerggeit

## E
- Engelse melkgeit (uitgestorven)

## F
- Flauwvallende geit
- Frankische geit
- Friese melkgeit (uitgestorven)

## G
- Galicische geit
- Genemaster
- Girgentana
- Golden Guernsey
- Gulabi

## I
- Ierse geit

## J
- Jamnapari
- Jining grey

## K
- Kaghani
- Kalahari Red
- Kalofer
- Kambing kacang
- Kamori
- Kasjmirgeit of Cashmere
- Kempense geit
- Kiko
- Kinder
- Korean Black

## L
- LaMancha
- Lakenvelder
- Landgeit of Nederlandse landgeit

## M
- Majorera
- Malabari
- Maltezer
- Mongoolse geit
- Murciana

## N
- Napoletana
- Nederlandse bonte geit
- Nederlandse witte geit
- Nera Verzasca
- Nigorageit
- Nubische geit

## O
- Oberhasli geit
- Oost-Afrikaanse dwerggeit

## P
- Pateri
- Pauw geit
- Payoya
- Pinzgauer
- Poitevine geit
- Provençaalse geit
- Pygmy
- Pygorageit
- Pyreneeëngeit

## R
- Rajhanpuri
- Rove geit

## S
- Saanengeit
- Sable geit
- Sahiwal
- Savanna
- Schaapkopgeit
- Shiba geit
- Sirohi
- Somali
- Syrische geit

## T
- Tauernscheckengeit
- Thüringer wald geit
- Toggenburger

## V
- Veld geit
- Verata
- Vlaamse geit

## W
- Wallische geit
- Wallische koperhalsgeit
- Witte Duitse edelgeit

## Z
- Zeeuwse landgeit (uitgestorven)
- Zhongwei
- Zwarte Bengaalse geit